# Caligula bieti
Caligula bieti är en fjärilsart som beskrevs av Charles Oberthür 1886. Caligula bieti ingår i släktet Caligula och familjen påfågelsspinnare. Inga underarter finns listade i Catalogue of Life.